# Jeff Moss
Jeffrey Arnold Moss, detto Jeff (New York, 19 giugno 1942 – New York, 24 settembre 1998), è stato un compositore, paroliere e scrittore statunitense, noto per il suo pluripremiato lavoro sui bambini, la serie televisiva Sesame Street.

## Biografia
Moss era nato a New York dall'attore teatrale e cinematografico, Arnold Moss e Stella Reynolds che aveva rinunciato alla recitazione per diventare una scrittrice di soap opera. Frequentò la Browning School, una prestigiosa scuola privata di New York, divenendo il numero uno della sua classe.
Studiò alla Princeton University entrando nella compagnia teatrale Princeton Triangle Club. Dopo essersi laureato, nel 1963, divenne assistente alla produzione per lo spettacolo televisivo per bambini Captain Kangaroo.
Nel 1969 divenne il primo sceneggiatore, oltre che compositore e paroliere, di Sesame Street. Alla fine della serie televisiva aveva ottenuto quattordici Emmy Awards. Le canzoni composte per Sesame Street sono: I Love Trash , Who Are the People in Your Neighborhood e Rubber Duckie. Quest'ultima canzone divenne, a sorpresa, un grande successo, raggiungendo il numero 16 della Billboard Hot 100 nel settembre 1970. A Moss è anche attribuita, tra le altre cose, la creazione del personaggio di Cookie Monster, basato su un pupazzo creato da Jim Henson chiamato "Boogle Eyes".
Moss scrisse la canzone Nasty Dan, cantata da Johnny Cash in Sesame Street. La canzone è stata poi inserita, in seguito, nell'album per bambini The Johnny Cash del 1975. Nel 1976, la canzone divenne un successo raggiungendo il n. 1 in Francia, nella versione di Claude François, che la registrò con testi francesi sotto il titolo Sale Bonhomme. Nel 1984, Moss compose la musica e il testo di I Muppet alla conquista di Broadway.
Alla fine degli anni '70, compose Double Feature, un musical che ricevette buone recensioni quando venne presentato in anteprima a New Haven, nel Connecticut. Nella scrittura collaborò con Mike Nichols e Tommy Tune, ma quando divenne irremovibile sul non implementare i cambiamenti voluti da Nichols, i due si ritirarono e lo spettacolo debuttò a Off-Broadway con recensioni negative, nell'ottobre 1981, e venne tolto dalle scene rapidamente. Nel 1993, compose la musica di una canzone di Rita e Runt, I'm Nobody's Mama, per Animaniacs, insieme alla scrittrice Deanna Oliver.
Moss scrisse molti libri per bambini, tra cui The Butterfly Jar del 1989 e Bob and Jack: A Boy and His Yak del 1992. Ne scrisse alcuni con il marchio Sesame Street: The Sesame Street Book of Poetry e The Sesame Street Songbook.
Altre sue opere comprendono The Other Side of the Door (1991), Hieronymus White: A Bird Who Believed That He Always Was Right (1994), Bone Poems (1998) e The Dad of the Dad of the Dad of Your Dad.
A Moss è stato assegnato un premio per aver vinto quattordici Emmy Awards e, nel 1984, è stato candidato ad un Oscar per la musica e i testi di I Muppet alla conquista di Broadway.
Nel 2007 la Princeton University classificò Moss come uno dei suoi 26 alunni più influenti, citando l'effetto delle sue canzoni e dei suoi personaggi sul pubblico di Sesame Street.
Nel 1994 gli fu diagnosticato un carcinoma del colon-retto, a seguito del quale morì nella sua casa di Manhattan, a New York, il 24 settembre 1998, all'età di 56 anni. Lasciò la moglie, Anne Boylan, suo figlio, Alexander Moss e il suo figliastro, Jonathan Boylan Smith.